# Контрціннісний удар
У воєнній доктрині контрціннісний удар (англ. countervalue strike) — це умисне знищення об'єктів ворожої держави, які є для неї цінними, але не становлять прямої військової загрози (наприклад міста та цивільне населення). Оксфордський словник англійської мови (друге видання) датує перше використання слова «countervalue» в сучасному розумінні 1965 роком, визначаючи як «евфемізм для нападу на міста».
Цілями контрціннісного удару є знищення інфраструктури супротивника, його наукових, транспортних, енергетичних, економічних центрів, руйнування населених пунктів і спричинення людських жертв серед цивільного населення. Цим контрціннісний удар відрізняється від контрсилового удару, який спрямований на знищення військових цілей. Слід зазначити, що і контрсиловий удар не виключає жертв серед цивільного населення, особливо при використанні ядерної зброї, при якому цивільне населення може у середньостроковій перспективі постраждати навіть більше, ніж при прямому контрціннісному ударі (це зумовлено тим, що для контрціннісного удару достатньо повітряних ядерних вибухів, але для знищення підземних пускових шахт ядерних ракет знадобляться наземні ядерні вибухи, які спричиняють набагато сильніше радіоактивне зараження).

## У ядерній війні
Обґрунтування загрози супротивнику контрціннісним ударом полягає в тім, що якщо обидві сторони конфлікту досягли потенціалу взаємного гарантованого знищення, а ядерні арсенали обох сторін мають очевидну здатність пережити широкий спектр контрсилових атак і завдати удар у відповідь, важливість націлювання на ядерний арсенал супротивника зменшується, а важливість націлювання на міста та цивільне населення супротивника зростає (звісно ж, ця аргументація передбачає, що супротивник цінує своє цивільне населення вище за свої збройні сили).
Таким чином, контрціннісна стратегія підтримує ядерне стримування, оскільки обидві сторони, швидше за все, дотримуватимуться політики невикористання першим і вважатимуть, що супротивник теж буде її дотримуватися. Це зумовлене тим, що якщо нападник в першу чергу вдарить по цивільних цілях, це ніяк не погіршить спроможність супротивника дати відповідь. Протилежна точка зору стверджує, що контрціннісний дар є не тільки ненадійним, але і аморальним. Особливо це стосується випадків, коли ворог завдає обмеженого (контрсилового) ядерного удару по військових цілях, а захисник мститься ядерним ударом по цивільному населенню.

## Використання у сучасній війні
Навмисне націлювання військової сили на цивільних осіб, особливо ядерної зброї, заборонено міжнародним правом. Зокрема, Четверта Женевська конвенція забороняє напади на певні типи цивільних цілей, а Протокол I зазначає, що цивільні об'єкти не є прийнятними військовими цілями (слід зазначити, що не всі держави світу є учасницями цього протоколу, і навіть не всі учасниці його ратифікували). Тим не менш, «пропорційні» побічні збитки вважаються прийнятними, що може виправдати удари по військових цілях у містах.
Контрціннісні удари є стандартною частиною військової доктрини Російської Федерації, особливо обстріли населених пунктів і мирного населення з ракетної артилерії. Ця стратегія стала очевидною для цього світу під час повномасштабного вторгнення в Україну. З огляду на кількість, масштаб і характер завданих агресором ударів по цивільних, подібне важко виправдати випадковими влучаннями або побічними збитками, тому світове суспільство схильне вважати подібні дії Росії воєнними злочинами.

## Виноски
1. ↑  Hans M. Kristensen; Robert S. Norris; Ivan Oelrich (April 2009). From Counterforce to Minimal Deterrence: A New Nuclear Policy on the Path Toward Eliminating Nuclear Weapons (PDF). Occasional Paper. Federation of American Scientists & the Natural Resources Defense Council. 7.
2. 1 2  Edward A. Corcoran (29 листопада 2005). Strategic Nuclear Weapons and Deterrence. GlobalSecurity.org.
3. ↑  Martel, William C; Savage, Paul L (1986). Strategic Nuclear War: What the Superpowers Target and Why. New York: Greenwood Press.
4. ↑  Victor, Daniel; Nechepurenko, Ivan (15 липня 2022). Russia Repeatedly Strikes Ukraine's Civilians. There's Always an Excuse. The New York Times.
5. ↑  Russian attacks on civilian targets in Ukraine could be a war crime: UN rights office. 11 березня 2022.